# Соборная площадь (Уфа)
Соборная площадь — историческая главная городская площадь в Новой Уфе, ставшая после 1819 административным центром города Уфы.
Исторический облик и архитектурный ансамбль площади уничтожался в 1930-х — 1990-х, главной доминантой которой был Воскресенский собор, а также Архиерейский дом. Сохранились Дом губернатора и Уфимская духовная семинария, а также Ушаковский парк (ныне — парк Ленина).

## История
По утверждённому в 1819 новому генеральному плану города, шотландский архитектор на российской службе Вильям Гесте вывел Большую Казанскую улицу (ныне — Октябрьской революции) к торговому центру Новой Уфы — Верхнеторговой площади, на которой уже были торговые ряды, и будущему Гостиному двору, соединив её тем самым с Троицкой площадью в Старой Уфе; административный центр же перенесён на Семинарскую гору, на площади которой к 1841 построен новый кафедральный храм города — Воскресенский собор, от которой площадь и получила своё название. Соборная и Верхнеторговая площади, в свою очередь, соединялись Соборной улицей (ныне — Театральная), являвшейся градообразующей осью.
В 1840-е вымощена, вместе с Александровской площадью, первой в городе.
В 1867—1872 по предложению нового Уфимского губернатора С. П. Ушакова в восточной незастроенной части площади, представлявшей собой заросшую поляну на склоне Семинарской горы, создан парк, названный в 1871 по Указу Александра II в его честь — Ушаковский (ныне — парк Ленина).
В 1934 в западной части площади построен футбольный стадион «Динамо».
В 1932—1934 Воскресенский собор уничтожен — его разобрали и использовали как материал для строительства Дома специалистов; на его месте же соорудили танцплощадку, а в 1957—1965 — Башкирский академический театр драмы.

## Ансамбль
Архитектурный облик площади так и не был до конца сформирован согласно плану Вильяма Гесте из-за множества вносившихся в него позднее изменений. Сохранившийся комплекс зданий представляет собой развитый городской ансамбль.
Доминантой площади являлся стоявший в её центре Воскресенский собор, который находился на одной оси с Гостиным Двором — Соборной улице (ныне — Театральная) — впоследствии вдоль неё планировали другие постройки центральной части города. На месте уничтоженного собора расположен Башкирский академический театр драмы имени Мажита Гафури; парк Ленина занимает восточную часть площади, стадион «Динамо» — западную.
К южной части площади примыкает Архиерейка — слобода, названная по построенному здесь Архиерейскому дому, на месте которого в 1970-х построен Дом Совета Министров Башкирской АССР и Башкирского обкома КПСС, а также сквер имени Зии Нуриева.
К западной части площади примыкает Семинарская слобода, названная по построенной в 1826—1828 на вершине Семинарской горы Уфимской духовной семинарии, а также Учебный корпус Башкирского сельскохозяйственного института, построенный к 1941.
К северной части площади примыкают здание Уфимской губернской мужской гимназии вместе с её правым и левым флигелями, здание Уфимских губернских присутственных мест, вместе со зданием его архива, и примыкающему к нему зданием госархива Башкирской АССР (1960-е), и Дом специалистов (1932—1942).
К восточной части площади примыкает Дом губернатора (1832—1838) и Дом Государственного Собрания (1986—1995) со сквером. Здесь же начинается единственная в Уфе аллея классического типа — Софьюшкина, созданная в 1860-х как часть Театрального сада.